# Nio García
Luis Antonio Quiñones García (San Juan, Puerto Rico; 3 de abril de 1989), conocido artísticamente como Nio García, es un cantante y compositor puertorriqueño.

## Trayectoria

### 2009-2016: Primeros años
Nio García en un principio se inició en el baile. A los 15 años, incursionó como coreógrafo centrado en ritmos urbanos. En 2009, empezó como parte de un dúo llamado Los Robóticos, el cual trabajó con el sello discográfico White Lion Records y participando en la compilación La Nueva Kamada, siguieron trabajando juntos hasta su separación en 2011. Durante los años siguientes, se lanzó como cantante solista bajo el nombre Che Robótico, formando parte de la compañía Flow Music de DJ Nelson hasta 2014.
En 2013 formó parte de Reggaeton the Movie, una cinta que narra las historia del reguetón en la década de los 90. En 2015, firmó un contrato con la compañía del fallecido productor musical Flow La Movie y, en colaboración con Flow Music, estrenó su primer sencillo «Infinitamente» bajo el nombre de Nio García. Al año siguiente estrenó «Borracho y loco»,y también participa en Los que Gustan, álbum de Klasico.

### 2017-2019: «Te boté» y consolidación musical
El 1 de diciembre de 2017 junto a Casper Mágico, estrenó «Te boté» bajo el sello discográfico Flow La Movie Inc. El sencillo se ubicó en el primer puesto de Monitor Latino en Nicaragua y en la PROMUSICAE de España. Además fue certificado oro por la SNEP de Francia y triple platino por la PROMUSICAE.[cita requerida]
El 18 de abril de 2018, se estrenó un remix de «Te boté» con la colaboración de Nicky Jam, Bad Bunny, Darell y Ozuna, que llegó a ocupar las primeras posiciones en las listas semanales en los Estados Unidos como lo fueron el número 1 en la Hot Latin Songs y la número 36 en el Billboard Hot 100. De igual modo, fue certificado con 71 discos platinos por parte de la RIAA. El 19 de mayo de ese mismo año fue lanzado un remix en inglés con Conor Maynard y Anth. El 1 de enero de 2019, se lanzó una nueva versión con el cantante Anuel AA y el 4 de enero se publicó en YouTube la versión de la canción llamada «Te boté (Remix 2)» con los intérpretes ya mencionados al principio y con la inclusión de Cosculluela, Wisin & Yandel y Jennifer Lopez.
En ese mismo el 2019, el primer remix resultó ganador de tres premios Billboard, un premio Lo Nuestro al remix de año y un Billboard Music Awards a la mejor canción latina. Adicional a ello, García recibió una nominación en premio lo nuestro al artista revelación del año y una en el iHeartRadio Music Awards al Best New Latin Artist.

### 2020-presente:Now or Never
En julio de 2020 estrenó un álbum colaborativo con Casper Mágico denominado Now or Never con un total de 18 canciones bajo la discografía Flow La Movie, que durante sus primeras semanas de estreno se ubicó en el puesto #5 del Top Latin Albums, #4 del Latin Rhythm Albums, #22 en Independent Albums y #136 en Billboard 200. El 5 de mayo realizó una colaboración con la cantante mexicana Yuri en el sencillo «Todo el año», siendo esta la primera vez en que ella colabora con un cantante del género urbano. A finales de 2020 nuevamente junto a Casper Mágico estreno el sencillo «Travesuras» que contó con un remix con la participación del dúo Wisin & Yandel, Myke Towers y Ozuna, lanzado en 2021 que alcanzó el puesto máximo en 9 en la lista Hot Latin Songs.
A inicios de 2021, estrenó «AM», que llegó a ubicarse en el puesto 24 del Billboard Global 200 durante el mes de mayo. El 24 de junio se lanzó un remix con la colaboración de J Balvin y Bad Bunny que llegó a ser una de las canciones más escuchadas en Spotify. Además el remix llegó a ubicarse #9 en Hot Latin Songs por 24 semanas consecutivas. En octubre del mismo año tuvo su primera colaboración junto a Don Omar en el sencillo «Se menea», el cual tuvo muy buena aceptación por parte del público.
A finales de abril e inicios de mayo de 2022, se desvinculó de la discográfica Flow La Movie Inc, fundada por el difunto productor urbano Flow la Movie, debido a desacuerdos con la madre del mencionado productor, quien asumió la dirección de la disquera tras su fallecimiento.

## Vida personal
Desde 2018 mantiene una relación con la empresaria argentina Sheila Romano. En mayo de 2021 se convirtió en padre por segunda vez, de un varón llamado Milo Antonio.

## Discografía

### Álbumes de estudio
- 2020: Now or Never (con Casper Mágico)
- 2024: Anto-Nio

## Filmografía
- Reggaeton The Movie (2013)

## Premios y nominaciones

### Premios Billboard de la música latina
| Año  | Nominado           | Galardón                            | Resultado | Ref.          |
| ---- | ------------------ | ----------------------------------- | --------- | ------------- |
| 2019 | Te boté (Remix)    | Canción Latin Rhythm del Año        | Nominado  | [ 14 ] [ 27 ] |
| 2019 | Te boté (Remix)    | Canción del Año, Airplay            | Nominado  | [ 14 ] [ 27 ] |
| 2019 | Te boté (Remix)    | Hot Latin Song - Colaboración Vocal | Ganador   | [ 14 ] [ 27 ] |
| 2019 | Te boté (Remix)    | Canción del Año, Streaming          | Ganador   | [ 14 ] [ 27 ] |
| 2019 | Te boté (Remix)    | Hot Latin Song - Canción del Año    | Ganador   | [ 14 ] [ 27 ] |
| 2019 | Te boté (Remix)    | Canción del Año, Digital            | Nominado  | [ 14 ] [ 27 ] |
| 2021 | Travesuras (Remix) | Canción Tropical del Año            | Nominado  | [ 28 ] [ 29 ] |

### Premio Lo Nuestro
| Año  | Nominado           | Galardón                     | Resultado | Ref.   |
| ---- | ------------------ | ---------------------------- | --------- | ------ |
| 2019 | Te boté (Remix)    | Remix del año                | Ganador   | [ 15 ] |
| 2019 | El mismo           | Revelación del Año           | Nominado  | [ 15 ] |
| 2021 | La Jeepeta (Remix) | Remix del año                | Ganador   | [ 30 ] |
| 2022 | AM (Remix)         | Colaboración del Año - Urban | Ganador   | [ 31 ] |

### Billboard Music Awards
| Año  | Nominado        | Galardón             | Resultado | Ref.   |
| ---- | --------------- | -------------------- | --------- | ------ |
| 2019 | Te boté (Remix) | Mejor Canción Latina | Ganador   | [ 16 ] |

### iHeartRadio Music Awards
| Año  | Nominado | Galardón              | Resultado | Ref.   |
| ---- | -------- | --------------------- | --------- | ------ |
| 2019 | El mismo | Best New Latin Artist | Nominado  | [ 17 ] |

### Premios Juventud
| Año  | Nominado           | Galardón            | Resultado | Ref.          |
| ---- | ------------------ | ------------------- | --------- | ------------- |
| 2021 | La Jeepeta (Remix) | Track Viral del Año | Nominado  | [ 32 ] [ 33 ] |

### Premios Heat Latin Music
| Año  | Nominado | Galardón                   | Resultado | Ref.   |
| ---- | -------- | -------------------------- | --------- | ------ |
| 2021 | El mismo | Mejor artista región norte | Nominado  | [ 34 ] |